# Glella ashleyi
Glella ashleyi är en tvåvingeart som beskrevs av Greathead och Neal L. Evenhuis 2001. Glella ashleyi ingår i släktet Glella och familjen svävflugor.
Artens utbredningsområde är Namibia. Inga underarter finns listade i Catalogue of Life.